# Der letzte Wolf
Der letzte Wolf (Originaltitel: Le dernier loup) ist ein französisch-chinesischer Film von Jean-Jacques Annaud aus dem Jahr 2015. Er basiert auf dem im Jahr 2004 erschienenen Bestseller Der Zorn der Wölfe von Lü Jiamin.

## Handlung
Der chinesische Student Chen Zhen wird 1967 in die Wildnis der inneren Mongolei geschickt. Hier soll er Schäfer im Lesen und Schreiben unterrichten. Doch schnell erkennt er, dass seine eigentliche Leidenschaft einem von den Nomaden gefürchteten, aber gleichzeitig auch verehrten Tier gilt: dem Wolf. So schlägt Chen Zhen alle Warnungen und Hinweise aus und beobachtet heimlich die wilden Raubzüge der Wolfsrudel. Die Erhabenheit der schönen und doch gleichzeitig sehr gefährlichen Tiere berührt ihn zutiefst. Dennoch gelten sie offiziell als Gefahr für Mensch und Tier und so kommt bald aus Peking der Befehl, alle Wölfe und ihre Jungtiere auszurotten. Chen Zhen rettet daraufhin einen jungen Wolf und zieht ihn bei sich auf. Obwohl zwischen dem Mann und dem kleinen Wolf eine tiefe Freundschaft entsteht, versucht das Wolfsrudel sich das zurückzuholen, was ihm genommen wurde. Ihr neues Ziel sind nun die Siedlungen der Menschen. Schon bald geht es nicht mehr nur allein um die Beziehung zwischen Mensch und Natur, sondern auch um das Leben des letzten Wolfs.